# Walerija Alexandrowna Juschtschenko
Walerija Alexandrowna Juschtschenko (russisch Валерия Александровна Ющенко, wiss. Transliteration; englische Schreibweise Valeriya Yushchenko; * 26. Juni 1999) ist eine russische Tennisspielerin.

## Karriere
Juschtschenko begann im Alter von sechs Jahren mit dem Tennissport und spielt bislang vorrangig Turniere der ITF Women’s World Tennis Tour, wo sie bislang sechs Titel in Einzel und fünf im Doppel gewann.

## Turniersiege

### Einzel
| Nr. | Datum             | Turnier   | Kategorie   | Belag | Finalgegnerin            | Ergebnis      |
| --- | ----------------- | --------- | ----------- | ----- | ------------------------ | ------------- |
| 1.  | 26. August 2018   | Moskau    | ITF $15.000 | Sand  | Jekaterina Makarowa      | 6:0, 6:0      |
| 2.  | 7. Mai 2023       | Antalya   | ITF W15     | Sand  | Alewtina Ibragimowa      | 7:63, 6:0     |
| 3.  | 12. November 2023 | Antalya   | ITF W15     | Sand  | Irina Balus              | 6:4, 6:2      |
| 4.  | 19. November 2023 | Antalya   | ITF W15     | Sand  | Wladislawa Andrejewskaja | 6:1, 6:3      |
| 5.  | 28. April 2024    | Schymkent | ITF W15     | Sand  | Xenija Laskutowa         | 6:3, 2:6, 6:0 |
| 6.  | 4. Mai 2025       | Schymkent | ITF W15     | Sand  | Valentina Steiner        | 2:6, 6:0, 6:4 |

### Doppel
| Nr. | Datum            | Turnier    | Kategorie | Belag | Partnerin     | Finalgegnerin                    | Ergebnis         |
| --- | ---------------- | ---------- | --------- | ----- | ------------- | -------------------------------- | ---------------- |
| 1.  | 29. Oktober 2022 | Antalya    | ITF W15   | Sand  | Anna Ureke    | Denise Hrdinková Sosia Kardawa   | 6:0, 4:6, [10:7] |
| 2.  | 27. April 2024   | Schymkent  | ITF W15   | Sand  | Anna Ureke    | Dana Baidäulet Varvara Bernovich | 6:1, 6:0         |
| 3.  | 26. April 2025   | Schymkent  | ITF W15   | Sand  | Daria Shubina | Ingkar Dyussebay Satima Toregen  | 6:1, 6:3         |
| 4.  | 17. Mai 2025     | Zaghkadsor | ITF W15   | Sand  | Alina Junewa  | Ani Amiraghjan Elina Nepli       | 6:4, 4:6, [10:6] |
| 5.  | 24. Mai 2025     | Zaghkadsor | ITF W15   | Sand  | Alina Junewa  | Kira Bataikina Kristina Kroitor  | 7:67, 6:3        |